# Voironnais Chartreuse
Pour les articles homonymes, voir Voiron (homonymie).
Ne doit pas être confondu avec Pays Voironnais.
Le nom Voironnais Chartreuse désigne un des 13 territoires du département de l'Isère. 
Cette division du département permet de trouver une maison du Conseil départemental implantée sur chaque territoire au plus proche de chaque isérois, afin d'"être plus réactif, simplifier les démarches et faciliter le traitement des dossiers".

## Présentation
Sur ce territoire, la maison du Conseil général se situe à Coublevie.
Les communes qui en dépendent sont :
- Bilieu
- Charancieu
- Charavines
- Charnècles
- Chirens
- Coublevie
- Entre-Deux-Guiers
- La Bâtie-Divisin
- La Buisse
- La Murette
- Le Pin
- Massieu
- Merlas
- Miribel-les-Echelles
- Moirans
- Montferrat
- Paladru
- Pommiers-la-Placette
- Reaumont
- Rives
- Saint-Aupre
- Saint-Blaise-du-Buis
- Saint-Bueil
- Saint-Cassien
- Saint-Christophe-sur-Guiers
- Saint-Etienne-de-Crossey
- Saint-Geoire-en-Valdaine
- Saint-Jean-de-Moirans
- Saint-Joseph-de-Rivière
- Saint-Julien-de-Raz
- Saint-Laurent-du-Pont
- Saint-Nicolas-de-Macherin
- Saint-Pierre-d'Entremont
- Saint-Pierre-de-Chartreuse
- Saint-Sulpice-des-Rivoires
- Tullins
- Velanne
- Voiron
- Voissant
- Voreppe
- Vourey

## Source
Site du Conseil Général de l'Isère